# Lycostomus nigripes
Lycostomus nigripes là một loài bọ cánh cứng trong họ Lycidae. Loài này được Fabncms miêu tả khoa học năm 1787.